# Девчонка без попки в проклятом сорок первом
«Девчонка без попки в проклятом сорок первом» (англ. A Young Girl in 1941 with No Waist at All — буквальный перевод — Молодая девчонка в 1941 совсем без талии) — рассказ американского прозаика Джерома Сэлинджера, впервые опубликованный в журнале Мадемуазель в мае 1947 года.

## Сюжет
Действие происходит в период Второй мировой войны. Молодая девушка из штата Пенсильвания Барбара путешествует со своей будущей свекровью миссис Одэнхерн.
В одном из туристических городов, где они остановились, с Барбарой знакомится молодой человек по имени Рэй Кинселла. Рэй приглашает девушку прокатиться на катере, где между молодыми людьми и двумя туристами, пожилыми супругами мистером и миссис Вудрафф, завязывается беседа. После прогулки на катере Рэй ведёт всех в «типичное увеселительное заведение для туристов» под названием «Вива Гавана». Парень приглашает Барбару на танец, во время которого рассказывает, что он недавно окончил колледж, и в скором времени уходит служить в армию. Девушка в ответ говорит, что её отец умер от внутримозгового кровоизлияния, и она живёт со своей тётей.
Ближе к рассвету Рэй и Барбара целуются на палубе, во время чего он замечает, что никогда ещё до такой степени его не волновала близость девчонки. Несмотря на то, что у Барбары есть жених, Рэй предлагает девушке пожениться, пытаясь убедить её, что они «созданы друг для друга» и «будут чертовски счастливы». Однако она даёт уклончивые ответы, указывая на то, что они почти не знают друг друга. Барбара уходит, ссылаясь на то, что ей лучше пойти спать, оставляя надежду, что утром они, возможно, смогут увидеться на теннисном матче.
Девушка возвращается к себе и сообщает миссис Одэнхерн, что не хочет выходить замуж. Женщина предполагает, что Барбара просто устала и сообщила эту новость, ничего не обдумав; однако в итоге, когда Барбара собралась ненадолго выйти на палубу, миссис Одэнхерн посмотрела на неё, и «её взгляд говорил: „Отлично. Всё кончилось. Я еле могу сдержаться, как я счастлива. Теперь распоряжайся собой по своему усмотрению. Только не позорь и не стесняй меня“». Рассказ заканчивается во время сцены прогулки Барбары по кораблю. Автор пишет: «В этот зыбкий час жизнь вовсе не замерла, но для Барбары не существовало ничего, кроме сложного многоголосого звучания первых мгновений после детства».

## Анализ
Образ Рэя Кинселлы, в действиях которого отражён травматический опыт боевых действий самого автора (в сюжете он сетует: «Но время такое паршивое. С этой проклятой войной весь мир вверх тормашками»), впоследствии рассматривался критиками как прототип персонажа по имени Симор Гласс, ставшего известным в другом рассказе Сэлинджера «Хорошо ловится рыбка-бананка».